# Женитьба назло
«Женитьба назло» (англ. Spite Marriage) — американская немая кинокомедия, вышедшая на экраны в 1929 году. Режиссёры фильма — Бастер Китон и Эдвард Седжвик, в главных ролях снимались Китон и и Дороти Себастиан. Фильм стал вторым, снятым Китоном для MGM, и последний немым фильмом, хотя сам Китон хотел сделать фильм с озвученными диалогами или полностью звуковой фильм. В окончательном варианте нет записанных диалогов, но некоторые сцены сопровождает синхронизированная музыка, записанные смех, аплодисменты и другие звуковые эффекты. Позднее Китон писал комические сценки для некоторых восходящих звёзд MGM, таких как Рэд Скелтон, и повторно использовал множество гэгов из «Женитьбы назло», в том числе не вошедшие в окончательный вариант, в фильме Скелтона 1943 года I Dood It .

## Сюжет

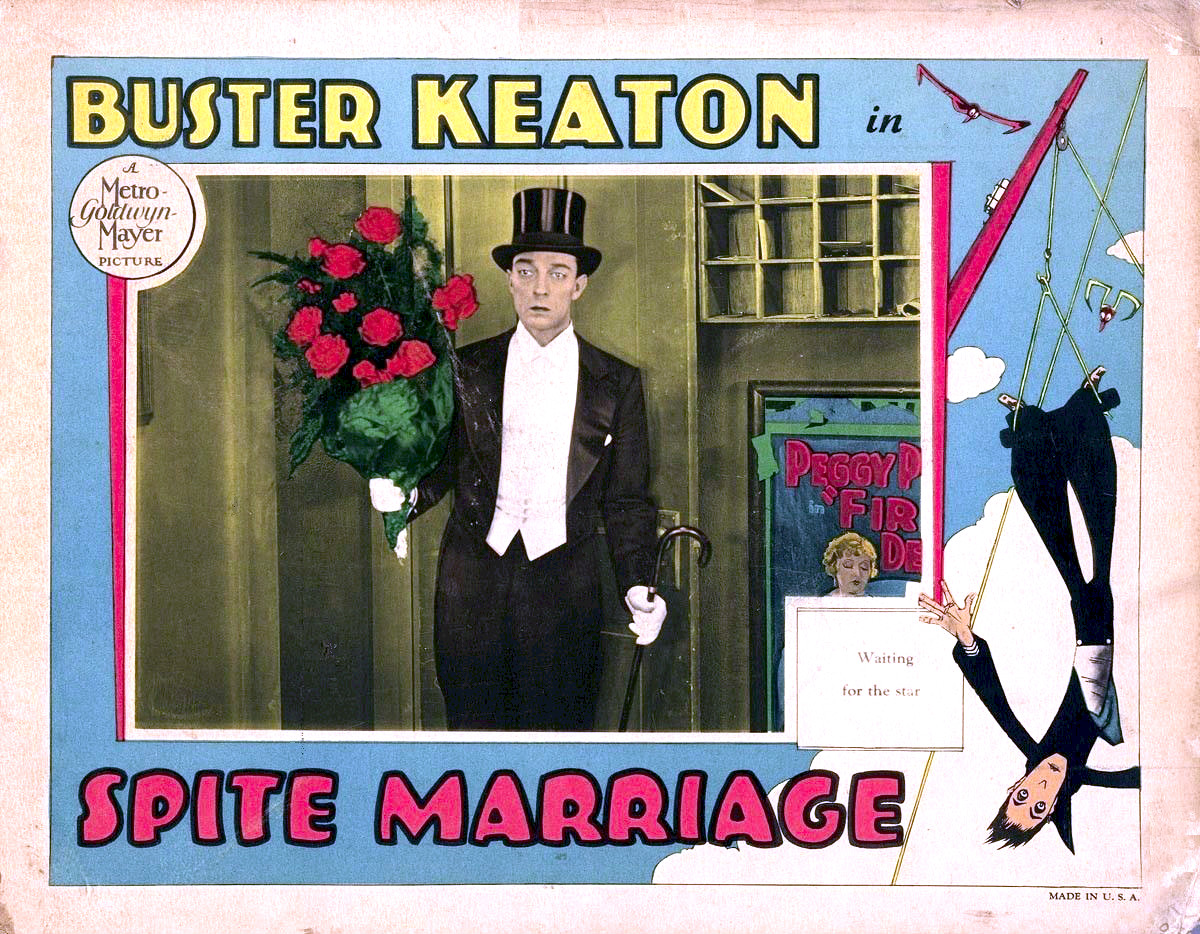
Постер фильма

Элмер Гэнтри (Бастер Китон), скромный работник химчистки, боготворит актрису Трилби Дрю (Дороти Себастиан). Она, в свою очередь, влюблена в коллегу-актёра Лайонела Бенмора (Эдвард Эрл). Но Лайонел отдаёт предпочтение более молодой Этиль Норкросс (Лейла Хайамс), и Трилби в отместку просит Элмера жениться на ней, но почти сразу же сожалеет об этом. Помощники спасают её от брака, и когда Элмер оказывается сначала в руках преступников, а затем в море, он более чем счастлив возможности забыть свою любовь. Но серия совпадений снова сближает Элмера и Трилби, и у неё появляется причина пересмотреть своё мнение.

## В ролях
- Бастер Китон — Элмер Гэнтри
- Дороти Себастиан — Трилби Дрю
- Эдвард Эрл — Лайонел Бенмор
- Лейла Хайамс — Этиль Норкросс
- Уильям Бехтель — Нуссбаум
- Джон Байрон — Скарци

## Производство
Журнал Variety объявил о съёмках нового фильма Бастера Китора в номере от 12 сентября 1928 года. В статье сообщалось, что актёры заговорят на экране. Exhibitors Daily Review в тот же день также сообщил, что Бастер Китон впервые заговорит в фильме «Женитьба назло». Несмотря на эти заявления авторитетных отраслевых изданий фильм изначально была задуман как немой, каких-либо записанных диалогов в нём не предполагалось. Против планов Китона сделать «Женитьбу назло» своим первым «звуковым фильмом» выступил Ирвинг Тальберг, руководивший кинопроизводством. У Тальберга были как финансовые, так и технические причины, чтобы отклонить предложения Китона или других кинематографистов о применении звука: во-первых, осенью 1928 года, во время переходного к звуковому кино периода, MGM имела в своём распоряжении только один комплект записывающего оборудования; во-вторых, что более важно, руководитель MGM полагал, что внедрение новой технологии значительно увеличит общие производственные затраты, особенно для такого актёра, как Китон, успех которого основывался на «трудоёмких импровизациях» и высокой степени свободы при съёмках. Поэтому Тальберг настаивал на технической простоте и строгом следовании утверждённому сценарию и организовал контроль со стороны студии за новым проектом Китона, чтобы сократить задержки и увеличить потенциальную прибыль от конечного продукта.

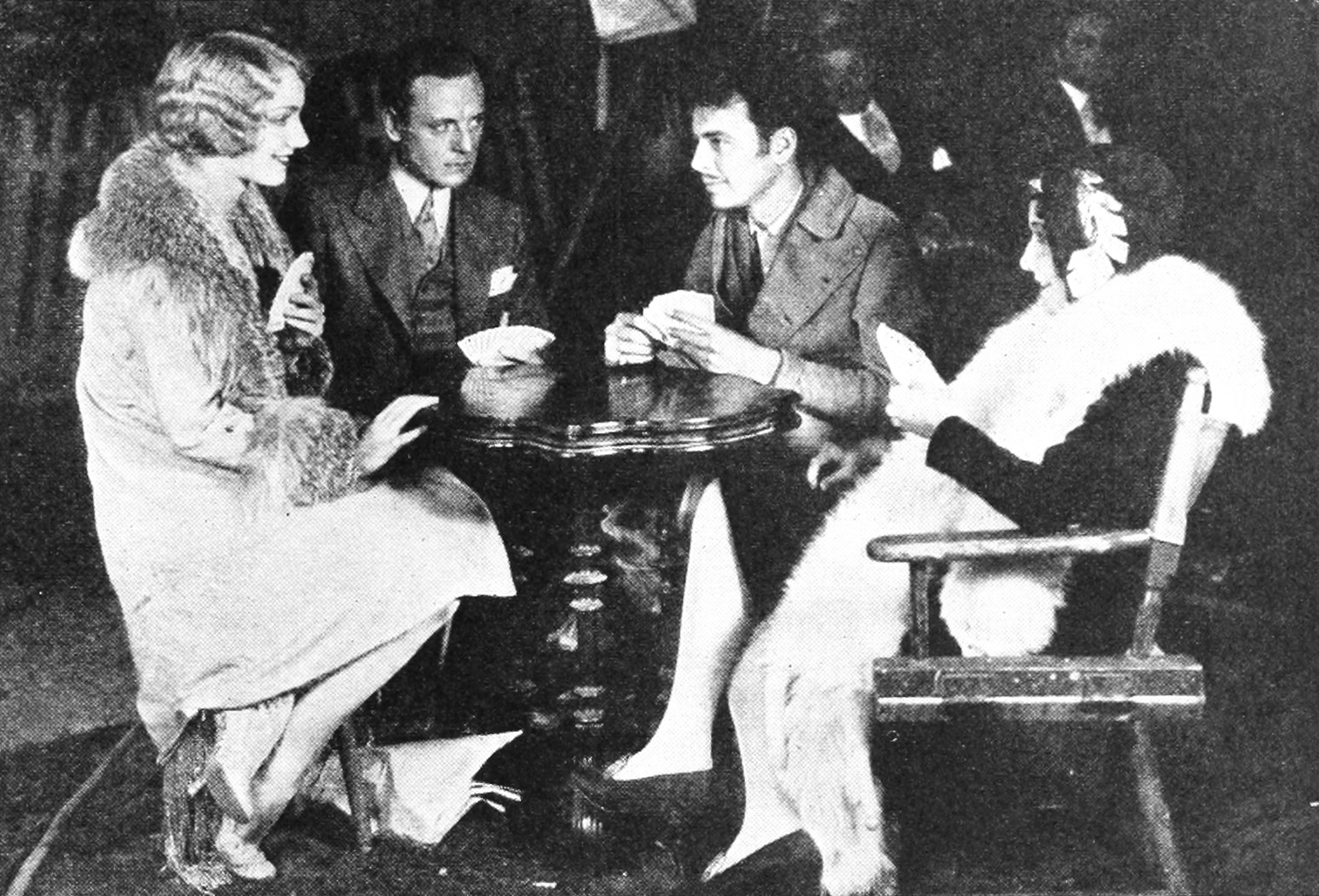
Актёры играют в карты во время перерыва в съёмках «Женитьбы назло», декабрь 1928 года. Слева направо: Лейла Хайамс, Эдвард Эрл, Уильям «Бастер» Коллиер (гость) и Дороти Себастиан.

Согласно каталогу Американского института киноискусства, работа над фильмом началась 14 ноября 1928 года, что в целом соответствует заметке от 27 ноября 1928 года в Exhibitors Herald and Motion Picture World. Газета сообщала, что Китон начал работу над фильмом «на прошлой неделе».
Последние новости о фильме, опубликованные в 1928 год в отраслевых изданиях, показывают, что во второй половине ноября кастинг все ещё не был завершён. 16 ноября Exhibitors Daily Review объявила, что главную роль в фильме получила Дороти Себастиан, 23 ноября — что на роль антагониста выбран Эдвард Эрл. Неделю спустя The Distributor , собственная газета MGM, подтвердила, что студия отвела большую роль в новом фильме Лейле Хайамс, отчасти из-за её «явного успеха» в главной роли в вышедшей на экраны за две недели до этого криминальной драме Alias Jimmy Valentine. Также подтверждалось, что к актёрскому составу присоединились Сидни Джарвис и Хэнк Манн, хотя в титрах они упомянуты не будут.

## Отзывы
Фильм «Женитьба назло» в целом был хорошо встречен критиками ведущих газет, обозревателями ведущих отраслевых журналов и кинозрителями. Влиятельный критик The New York Times Мордонт Холл отметил реакцию публики на комедию в своём обзоре фильма. Он указал, что Китон привёл зрителей премьерного показа в Капитолийском театре на Манхэттене в состояние ликования, добавив, что «сверху донизу прокатывались волны смеха». Абель Грин, редактор и обозреватель Variety, охарактеризовал кинокартину как «изобилующую вздором», а аудиторию Капитолииского театра как развеселившуюся и смеявшуюся до истерики. Грин высказывал сомнения по поводу нескольких невероятных ситуаций и указывал на «механистическую» структуру фильма, но не был убеждён в финансовом успехе этой «доставляющей удовольствие непритязательной буффонады».
Издание The Film Daily назвало новый фильм MGM «самым смешным за последние месяцы». В обзоре, опубликованном 31 марта 1928 года, критик обратил внимание на актёрскую игру Дороти Себастиан, сравнив её комедийный талант с мастерством Мэрион Дэвис.
Уолтер Р. Грин из Motion Picture News присутствовал на предварительном просмотре «Женитьбы назло» за несколько недель до премьеры в Нью-Йорке и похвалил фильм даже сильнее, чем The Film Daily. Критик назвал новую работу Китона не только его лучшим фильмом со времён перехода от короткометражек к полному метру, но также одной из лучших кинокомедий в истории кинематографа. Сравнивая «Женитьбу назло» с «Золотой лихорадкой» (1925) Чарли Чаплина, Грин в отметил, что "картина наполнена смехом, а сцена, в которой Китон укладывает пьяную жену в постель, вызвала у публики «постоянный рёв на протяжении больше чем половины катушки». Photoplay, ведущий национальный журнал для киноманов того периода, в апрельском номере называл фильм «весёлым», «насыщенным» и «чаплинским». В мае, Photoplay опубликовал ещё одну, более сжатую, рецензию: «Одно из лучших произведений Бастера Китона, а также Дороти Себастиан. Не пропустите».